# Victor Vanderkelen
Leopold François Marie Victor Vanderkelen (Leuven, 12 juni 1851 - Schaarbeek, 13 november 1932) was een Belgisch liberaal senator.

## Levensloop
Victor Vanderkelen was de oudste zoon van burgemeester van Leuven Leopold Vander Kelen en Maria Mertens, en de broer van senator Léon Vanderkelen.
Hij was beroepshalve industrieel, als directeur-eigenaar van de industriële bakkerij Het Volksgeluk. Deze bakkerij was gevestigd achter zijn woonhuis, het voormalige Huis Bethlehem in de Schapenstraat te Leuven. Hij bezat ook Biscuiterie Le Lion.
In 1920-1921 was Vanderkelen korte tijd liberaal senator voor het arrondissement Leuven, als plaatsvervanger van Gustave Swinnen, die in 1918 de tijdens de oorlog overleden Léon Vanderkelen was opgevolgd, maar zelf in 1920 overleed. Bij de eerstvolgende verkiezing liet Vanderkelen zich van dat onverwachte mandaat ontslaan.
Ter nagedachtenis aan zijn ouders en aan zijn broer schonk Victor Vanderkelen het ouderlijk huis, het vroegere College van Savoye, aan de stad Leuven. Het werd het stadsmuseum Vanderkelen-Mertens, dat in de 21e eeuw werd omgedoopt tot Museum M.